# Stephanie Morton
Pour les articles homonymes, voir Morton.
Stephanie Morton, née le 28 novembre 1990 à Adélaïde est une coureuse cycliste australienne, spécialisée dans les épreuves du sprint sur piste. Elle est notamment championne du monde de vitesse par équipes en 2019 avec Kaarle McCulloch.

## Biographie

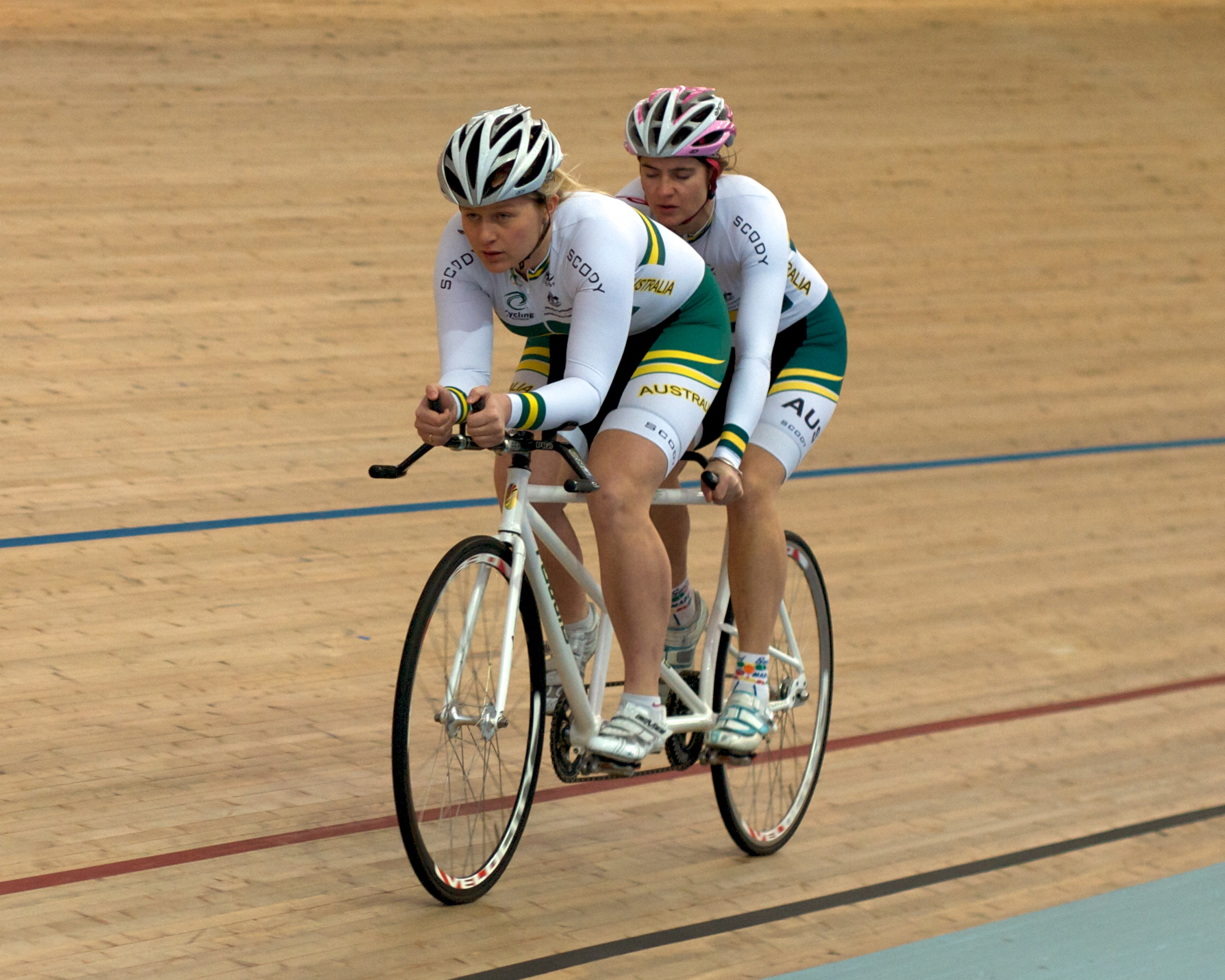
Stephanie Morton et Felicity Johnson en 2012

Stephanie Morton dispute ses premières compétitions cyclistes à l'âge de 15 ans. 
Elle fait ses débuts en équipe nationale australienne en 2011 aux championnats du monde de paracyclisme avec Felicity Johnson (en), coureuse malvoyante. 
Aux championnats du monde de paracyclisme de 2012 à Los Angeles, elles obtiennent la médaille d'or du kilomètre et de la vitesse individuelle en tandem pour déficients visuels. Aux Jeux paralympiques d'été de 2012 de Londres, elles sont médaillées d'or du kilomètre. 
En novembre 2011, elle devient championne d'Océanie de vitesse individuelle. L'année suivante, elle décroche le titre en keirin. En début d'année 2013, elle gagne la vitesse par équipes de la manche de Coupe du monde d'Aguascalientes, et se classe quatrième du championnat du monde de vitesse par équipes, avec Kaarle McCulloch. Aux championnats d'Australie de cette saison 2013, elle décroche trois titres, au keirin, en vitesse individuelle et en vitesse par équipes avec Rikki Belder.
En 2014, elle reçoit la médaille de l'Ordre d'Australie pour son engagement envers le cyclisme paralympique. Elle est à nouveau championne d'Australie de vitesse par équipes et de keirin, en battant pour la première fois Anna Meares. Aux Jeux du Commonwealth, elle est médaillée d'argent du 500 mètres. Elle y réalise son meilleur temps personnel, mis est devancée par Meares. Elle bat en revanche cette dernière en finale de la vitesse individuelle et obtient la médaille d'or.
En 2016, elle participe aux Jeux olympiques de Rio de Janeiro. Quatrième de la vitesse par équipes, elle est éliminée au premier tour du keirin et de la vitesse. L'année suivante, elle devient championne d'Australie de vitesse  pour la deuxième fois. Aux mondiaux 2017 à Hong Kong, elle remporte ses premières médailles, avec l'argent en vitesse individuelle (battue en finale par Kristina Vogel) et vitesse par équipes (avec Kaarle McCulloch).
En 2018, elle est à nouveau vice-championne du monde de vitesse derrière Vogel et remporte trois médailles d'or aux Jeux du Commonwealth. Elle gagne également quatre manches de  la Coupe du monde de cyclisme sur piste Coupe du monde 2018-2019. En 2019, elle est sacrée championne du monde de vitesse par équipes avec Kaarle McCulloch, mais est battue en finale du tournoi de vitesse  pour la troisième fois consécutive, cette fois par Lee Wai-sze. Aux mondiaux 2020 à Berlin, elle obtient l'argent en vitesse par équipes et le bronze sur le keirin. 
En novembre 2020, elle annonce sa retraite du cyclisme et compte utiliser son diplôme universitaire en criminologie et justice pénale pour sa reconversion.

## Palmarès

### Jeux olympiques
| Édition / Épreuve | Keirin | Vitesse individuelle | Vitesse par équipes |
| Rio 2016          | 13e    | 13e                  | 4e                  |

### Jeux paralympiques
| Édition / Épreuve | Tandem |
| Londres 2012      | Or     |

### Championnats du monde
| Édition / Épreuve              | Keirin | Vitesse individuelle | Vitesse par équipes |
| Minsk 2013                     |        | 6e                   | 4e                  |
| Cali 2014                      | 9e     | 6e                   |                     |
| Saint-Quentin-en-Yvelines 2015 | 6e     |                      | 4e                  |
| Londres 2016                   | 7e     | 8e                   | 4e                  |
| Hong Kong 2017                 | 4e     | Argent               | Argent              |
| Apeldoorn 2018                 | 17e    | Argent               |                     |
| Pruszków 2019                  | 4e     | Argent               | Or                  |
| Berlin 2020                    | Bronze | 10e                  | Argent              |

### Coupe du monde
- 2012-2013
  - 1re de la vitesse par équipes à Aguascalientes (avec Kaarle McCulloch)
- 2014-2015
  - 1re de la vitesse par équipes à Guadalajara (avec Kaarle McCulloch)
- 2015-2016
  - 2e de la vitesse par équipes à Cali
  - 2e de la vitesse par équipes à Cambridge
  - 2e de la vitesse à Cambridge
- 2017-2018
  - 2e de la vitesse à Pruszków
  - 3e du keirin à Pruszków
- 2018-2019
  - 1re du keirin à Londres
  - 1re de la vitesse à Berlin
  - 1re de la vitesse à Londres
  - 1re de la vitesse par équipes à Milton (avec Kaarle McCulloch)
  - 2e du keirin à Milton
  - 2e de la vitesse à Saint-Quentin-en-Yvelines
  - 3e de la vitesse à Milton
  - 3e de la vitesse par équipes à Saint-Quentin-en-Yvelines
- 2019-2020
  - 2e du keirin à Brisbane
  - 2e de la vitesse à Brisbane
  - 3e du keirin à Cambridge
  - 3e de la vitesse à Cambridge
  - 3e de la vitesse par équipes à Brisbane

### Jeux du Commonwealth
| Édition / Épreuve | 500 mètres | Keirin | Vitesse individuelle | Vitesse par équipes        |
| Glasgow 2014      | Or         |        | Or                   |                            |
| Gold Coast 2018   | Argent     | Or     | Or                   | Or (avec Kaarle McCulloch) |

### Championnats d'Océanie
| Édition / Épreuve | 500 mètres | Keirin | Vitesse individuelle | Vitesse par équipes        |
| 2009              | Bronze     | Argent | Argent               | Bronze                     |
| 2010              | Argent     |        |                      | Bronze                     |
| 2011              |            | Argent | Or                   |                            |
| 2012              |            | Or     | Argent               | Argent                     |
| 2013              |            | Bronze | Argent               | Or (avec Kaarle McCulloch) |
| 2014              |            | Or     | Or                   | Or (avec Kaarle McCulloch) |
| 2015              |            | Or     | Argent               |                            |
| 2016              |            | Argent | Bronze               |                            |
| 2017              |            | Or     | Or                   | Or (avec Kaarle McCulloch) |
| Adélaïde 2018     |            | Or     | Or                   | Or (avec Kaarle McCulloch) |
| Invercargill 2019 |            |        | Or                   | Or (avec Kaarle McCulloch) |

### Championnats nationaux
- Championne d'Australie de vitesse par équipes en 2013, 2014, 2015, 2016, 2017 et 2018
- Championne d'Australie de vitesse individuelle en 2013, 2017 et 2018
- Championne d'Australie du keirin en 2013, 2014, 2015 et 2018